# Аристандр
Аристандр (др.-греч. Άρίστανδρος; IV век до н. э.) — мудрец, мантик, прорицатель при дворе царей Филиппа II и Александра Македонского. Участвовал в многочисленных походах Александра и имел на него большое влияние. В античных источниках приведено в различных вариациях 19 предсказаний Аристандра, которые касались толкования снов и различных знамений, гаданий по полёту птиц и внутренностям жертвенных животных.
Возможно, большая часть предсказаний является выдумкой поздних авторов. Также не исключено, что и сам Аристандр является вымышленной личностью, собирательным образом мудрого прорицателя при дворе Александра, который использовал летописец Каллисфен. В античности за Аристандром закрепилась слава одного из лучших толкователей снов и прорицателей. Его перу приписывали трактат о толковании снов, на который ссылались ряд более поздних авторов.

## Биография
Аристандр родился в Телмессе в Ликии около 380 года до н. э. Этот город, согласно Арриану, славился своими предсказателями. Данный пассаж мог означать, что Аристандр был потомственным прорицателем. С именем Аристандра связано множество предсказаний об Александре Македонском, достоверность которых неизвестна.
К 357/356 году до н. э. Аристандр находился в свите македонского царя Филиппа II. Первое упоминание Аристандра в античных источниках связано с толкованием сновидения Филиппа II перед рождением сына Александра Македонского. Согласно Плутарху, царю приснился сон, что он «запечатал чрево жены: на печати, как ему показалось, был вырезан лев». В то время как остальные прорицатели советовали Филиппу строже охранять супругу, Аристандр сказал, что Олимпиада беременна, «ибо ничего пустого не запечатывают, и что беременна она сыном, который будет обладать отважным львиным характером».
Аристандр участвовал в походах Александра. С его именем связано несколько пророчеств, которые прославляли и оберегали царя. Когда Александру доложили, что одна из статуй мифологического певца и музыканта Орфея всё время покрывается потом, то Аристандр трактовал знамение словами: «Дерзай; знамение это значит, что поэтам эпическим и лирическим, а также исполнителям их произведений, предстоит великий труд: создать произведения, в которых будут воспевать Александра и его дела». Также, согласно Арриану, Аристандр на основании полёта ласточки предсказал существование заговора, который вскоре будет раскрыт. Слова Аристандра побудили Александра арестовать Александра Линкестийца, которого царь подозревал в заговоре.
Отдельная группа пророчеств Аристандра касалась побед во время сражений. Перед битвой при Гранике 334 года до н. э. он увидел поверженную статую бывшего сатрапа Фригии Ариобарзана, вокруг которой вились птицы. Тогда он предсказал блестящую победу Александра при условии, что сражение состоится на территории Фригии. Во время осады Тира один из македонских воинов отломал кусок хлеба, после чего из него потекла кровь. Аристандр трактовал знамение, как то, что город будет взят, так как кровь потекла изнутри, а не снаружи. Когда Александру, согласно Арриану, приснился Геракл, который пожал ему руку перед городскими стенами, Аристандр трактовал этот сон, как свидетельство того, что город будет взят с большим трудом. Ведь Геракл также совершал свои подвиги с трудом. В изложении Плутарха, Геракл протягивал Александру руку с городской стены. Артемидор Далдианский приводит другой сон Александра во время осады Тира. Раздражённому и огорчённому долгой осадой царю приснилось, что на его щите резвится сатир. Аристандр трактовал «сатира» как «твой Тир» (от др.-греч. σά — твой и др.-греч. Tυρος — Тир), чем побудил Александра к более энергичным действиям. В том же духе «побед и трудностей», как и при осаде Тира, Аристандр трактовал «масляный источник» (источник нефти) в области Окса.
Во время осады Газы, когда Александр совершал жертвоприношение, какая-то хищная птица уронила ему на голову камень или комочек земли, после чего села на ближайшую, обмазанную битумом и серой, башню, к которой и прилипла. Аристандр трактовал знамение как свидетельство того, что македоняне возьмут город, но Александру следует бояться сегодняшнего дня. Согласно Арриану, царь пренебрёг словами Аристандра и был ранен во время вылазки защитников Газы. Квинт Курций Руф писал, что Александр прислушался к своему прорицателю и дал сигнал к отступлению.
Согласно Квинту Курцию Руфу, во время заложения Александрии Александр, по македонскому обычаю, обозначил черты города ячменём. Когда налетели птицы и склевали зерно, многие восприняли это как дурное предзнаменование. Лишь Аристандр увидел в этом свидетельство, что город станет прибежищем для множества иноземцев и будет снабжать зерном многие народы. Арриан приводит похожую историю. Один из рабочих, за неимением других меток, использовал для обозначения границ расположения стен будущего города муку. Аристандр сказал, что это свидетельствует о будущем изобилии.
Античные историки упоминают Аристандра в контексте событий перед битвой при Гавгамелах 331 года до н. э. Согласно Арриану, Аристандр предсказал месяц и результат генерального сражения с персами. Перед самым началом атаки македонской конницы, согласно Плутарху, он «в белом одеянии и золотом венке, скакавший рядом с царем, показал на орла, парившего над головой Александра и летевшего прямо в сторону врагов. Все видевшие это воодушевились. Воины ободряли друг друга, и фаланга, вслед за конницей, хлынула на врага». В изложении Квинта Курция Руфа, Аристандр увидел предвещающего победу орла во время сражения и воодушевил воинов.
Ещё два, приведённые в античных источниках, пророчества Аристандра, по мнению историка В. Хеккеля, являются явной выдумкой. Клавдий Элиан писал, что Аристандр предсказал благоденствие и процветание для той земли, которая станет домом для тела Александра. По мнению античного автора, это предсказание побудило Птолемея выкрасть тело легендарного царя и перевезти его в Египет. Аппиан утверждал, что Аристандр предсказал Лисимаху, что он станет царём, однако будет править с большими трудностями.
| Дата и исторический контекст                      | Событие                                                                                        | Интерпретация                                                                                             | Аристандр упомянут по имени                                                             | Аристандр не упомянут по имени (перекрёстная ссылка, которая описывает событие и/или предсказание)                           |
| ------------------------------------------------- | ---------------------------------------------------------------------------------------------- | --- | --------------------------------------------------------------------------------------- | --- |
| 357/356 год до н. э.                              | Толкование сна Филиппа II о печати со львом на чреве Олимпиады                                 | Олимпиада беременна сыном, который будет иметь характер льва                                              | Плутарх, Александр 2, 2—5                                                               | Эфор FGrH 70. 217 (Тертуллиан «О душе» 46. 5) Псевдо-Каллисфен 1. 5 Стефан Византийский «Αλεξάνδρεια»                        |
| 335/334 год до н. э.                              | Статуя Орфея покрывается потом. Трактование события                                            | Великая слава Александра в будущем                                                                        | Арриан I. 11. 3 Плутарх, Александр 14. 9                                                | Псевдо-Каллисфен 1. 42. 6—8 Стефан Византийский «Αλεξάνδρεια»                                                                |
| 334 год до н. э. перед битвой при Гранике         | Поверженная статуя бывшего сатрапа Фригии Ариобарзана, вокруг которой вьются птицы             | Предсказание, что если генеральное сражение состоится во Фригии македоняне одержат победу                 |                                                                                         | Диодор Сицилийский XVII. 17. 6—7 (античный историк, ошибочно, называет Аристандра Александром)                               |
| 334/333 год до н. э.                              | Ласточка, которая вилась вокруг головы Александра когда тот спал                               | Предсказание о существовании заговора Александра Линкестийца                                              | Арриан I. 25. 6—8                                                                       | |
| 332 год до н. э. Осада Тира                       | Вытекающая из хлеба кровь                                                                      | Предсказание, что Тир будет взят                                                                          | Квинт Курций Руф IV. 2. 14                                                              | Диодор Сицилийский XVII. 41. 7                                                                                               |
| 332 год до н. э. Осада Тира                       | Толкование сна Александра, которому Геракл пожал руку перед городскими стенами Тира            | Город будет взят, но победа достанется с трудом                                                           | Арриан II. 18. 1                                                                        | Квинт Курций Руф IV. 2. 17 Плутарх, Александр 24. 5                                                                          |
| 332 год до н. э. Осада Тира                       | Толкование сна Александра, у которого на щите начал танцевать сатир                            | Предсказание, что Тир будет взят                                                                          | Артемидор Далдианский IV. 24                                                            | Плутарх, Александр 24. 8—9 Псевдо-Каллисфен 1. 35. 7—8                                                                       |
| 332 год до н. э. Осада Тира                       | Предсказание по внутренностям жертвенного животного                                            | Тир будет взят в этом месяце                                                                              | Плутарх, Александр 25. 1                                                                | |
| 332 год до н. э. Осада Газы                       | Птица уронила на голову Александра комок земли или камешек когда тот совершал жертвоприношение | Город падёт, но штурм лучше не начинать в этот день, так как царь будет ранен                             | Квинт Курций Руф IV. 6. 12 Арриан II. 26. 4 Арриан II. 27. 2 Плутарх, Александр 25. 4—5 | |
| 332/331 год до н. э. Основание Александрии        | Использование зерна или муки для нанесения контуров городских стен                             | Город будет процветать                                                                                    | Арриан III. 1. 5 — 2. 2 FGrH 151 = Frag. Sab. 11                                        | Квинт Курций Руф IV. 8. 6 Плутарх, Александр 26. 8—10 Страбон XVII. I. 6 Валерий Максим I. 4 ext 1 Псевдо-Каллисфен I. 32. 7 |
| 20/21 сентября 331 года до н. э.                  | Лунное затмение                                                                                | Александр одержит блестящую победу в том же месяце                                                        | Арриан III. 15. 7                                                                       | Квинт Курций Руф IV. 10. 1—7 Плутарх, Александр 31. 8                                                                        |
| 331 год до н. э. Перед битвой при Гавгамелах      |                                                                                                | Аристандр подсказал Александру необходимые молитвы и ритуалы для того чтобы умилостивить богов            | Квинт Курций Руф IV. 13. 15 Плутарх, Александр 31. 9                                    | FGrH 148 = оксиринхский папирус 1798                                                                                         |
| 331 год до н. э. во время битвы при Гавгамелах    | Орёл над полем сражения                                                                        | Победа македонян                                                                                          | Квинт Курций Руф IV. 15. 27 Плутарх, Александр 33. 2                                    | |
| 331 год до н. э. Битва при Персидских воротах     | гадание в связи с тяжёлой ситуацией для македонян                                              | Александр решил не слушать предсказателей, так как они ничем не могут помочь                              | Квинт Курций Руф V. 4. 2                                                                | |
| 329 год до н. э. Столкновение со скифами          | гадание на внутренностях жертвенных животных                                                   | неблагоприятные предзнаменования, которые заставили Александра отступиться от своих первоначальных планов | Квинт Курций Руф VII. 7. 8—9, 22, 23, 29 Арриан IV. 4. 3                                | |
| 328 год до н. э. Перед убийством Клита            | гадание на внутренностях жертвенных животных                                                   | пророчество смерти Клита                                                                                  | Плутарх, Александр 50. 2                                                                | Арриан IV. 9. 5 |
| 328 год до н. э. македонское войско на Оксе       | перед лагерем македонян забил масляный источник                                                | македонянам предстоят победы и трудности                                                                  | Арриан IV. 15. 7—8                                                                      | Плутарх 57. 5—9 Страбон 9. 7. 3 Афиней 42f                                                                                   |
| неизвестно, предположительно до 323 года до н. э. |                                                                                                | пророчество, что Лисимах станет царём, но его царствование будет трудным                                  | Аппиан, Сирийские дела 64 Юстин XV. 3. 11—14                                            | |
| 323 год до н. э. после смерти Александра          |                                                                                                | пророчество, что та земля будет процветать где похоронят Александра                                       | Клавдий Элиан, Пёстрые истории XII. 64                                                  | |

## Оценки
Согласно Квинту Курцию Руфу, суеверный Александр доверял Аристандру «больше чем всем остальным». Придворный прорицатель имел славу «лучшего из снотолкователей». Арриан представляет Аристандра доверенным предсказателем македонского царя и человеком, который беспристрастно трактует те или иные знамения. Так, когда пророчества не понравились Александру, Аристандр ответил, «что знамения, полученные божеством, он не может толковать по-другому, только потому что Александру хочется услышать другое».
В античных источниках содержится 41 эпизод с упоминанием Аристандра и 19 эпизодов его предсказаний. Ф. Найс отмечает, что они касались самых разных сфер мантики — гадания по полёту птиц, по внутренностям жертвенных животных, толкования снов и знамений, а также, в одном случае, спонтанных предсказаний. Ф. Шахермайр считал, что именно Аристандр подсказал Александру мысль о поддержке его начинаний высшими силами.
Современные историки отмечают, что Аристандр, который часто упоминается при описании событий до 328/327 года до н. э., «пропадает» после этой даты. На этом основании, было высказано предположение, что Аристандр является не реальным, а вымышленным персонажем, персонификацией всех предсказателей в войске Александра в летописи Каллисфена, который затем попал в труды более поздних историков. Смерть Каллисфена в 328/327 году до н. э. привела к «исчезновению» Аристандра из свиты Александра. Не исключено, что это связано с его смертью от естественных причин в это время. В. П. Поршнев, напротив, сделал вывод, что после смерти Александра Аристандр перешёл на службу к Птолемею и переехал в Египет.

## В литературе и психологии
Аристандру приписывался посвящённый мантике трактат «О чудесах», на который ссылались ряд античных авторов, в том числе Теофраст, Плиний Старший и Артемидор.
Аристандра упомянул в одной из лекций З. Фрейд. По его мнению, толкование Аристандром сновидения о танцующем сатире хоть и «выглядит достаточно искусственным, было, несомненно, правильным».
Французский писатель Морис Дрюон в 1958 году опубликовал исторический роман «Александр Великий, или книга о Боге» о жизни Александра, где изложение велось от лица Аристандра. Морис Дрюон постарался создать гипотетические мемуары Аристандра, в которых личность Александра преломлялась через призму его личности. Выбор прорицателя был неслучайным, так как никто другой из ближайшего окружения легендарного македонского царя не смог бы рассказать об его подвигах беспристрастно. В качестве второстепенного персонажа Аристандр появляется и в других художественных произведениях о жизни Александра, а именно «В глуби веков» Л. Ф. Воронковой и др.

### Исследования
- Боженко А. А. Образ Александра Македонского в романе Мориса Дрюона // Культурно-исторические исследования в Поволжье: Проблемы и перспективы. Материалы III Всероссийского научно-методологического семинара. — Самара: Самарский государственный институт культуры, 2015. — С. 362—368.
- Манжула О. В. Традиция изображения Александра македонского в европейской литературе // Мировая литература в контексте культуры. — 2011. — № 6. — С. 23—26. — ISSN 2304-909X.
- Нефёдкин А. К. Обоз армии Александра Македонского // Мнемон: Исследования и публикации по истории античного мира. — 2015. — № 15. — С. 248—263. — ISSN 1813-193X.
- Поршнев В. П. Кружки учёных и поэтов при александрийском Мусее // Индоевропейское языкознание и классическая филология. — Институт лингвистических исследований РАН, 2007. — Т. XI. — С. 250—258. — ISSN 2306-9015.
- Фрейд З. Введение в психоанализ: Лекции. — М.: Наука, 1991. — 456 с. — (Классики науки). — ISBN 5-02-013357-4.
- Шахермайр Ф. Александр Македонский. — Ростов н/Д.: Феникс, 1997. — 576 с. — ISBN 5-85880-313-Х.
- Heckel W. Who's Who in the Age of Alexander and his Successors. From Chaironea to Ipsos (338—301 BC) (англ.). — Barnsley: Greenhill Books, 2021. — 554 p. — ISBN 978-1-78438-648-1.
- Nice A. The Reputation of the 'Mantis' Aristander // Acta Classica. — 2005. — Т. 48. — С. 87—102. — JSTOR 24595397.
- Robinson C. A. Jr. The Seer Aristander (англ.) // The American Journal of Philology. — The Johns Hopkins University Press, 1929. — Vol. 50, no. 2. — P. 195—197. — doi:10.2307/290420. — JSTOR 290420.